# K2 Black Panther
"Báo đen" K2 hay K2 Black Panther là dòng xe tăng chiến đấu chủ lực nội địa thế hệ mới; ra mắt năm 2007 của quân đội Hàn Quốc, được tạo ra để thay thế cho các thế hệ cũ bao gồm K1 (Hàn Quốc) và M47 / M48 (Mỹ). Đây là một trong những loại xe tăng hiện đại cũng như có giá thành đắt đỏ nhất trên thế giới hiện nay. K2 được phát triển trong nước dựa trên kinh nghiệm phát triển các dòng xe tăng K1 88 và K1A1 trước đó nhằm phù hợp hơn với chiến trường số hóa trong thế kỷ 21. K2 được trang bị loạt hệ thống quản lý chiến đấu tân tiến như theo dõi - nạp đạn tự động, hệ thống tự vệ tích cực (bảo vệ mềm Soft-kill và bảo vệ cứng Hard-kill), hệ thống dẫn đường, bộ phận treo bán chủ động hay hệ thống tăng áp chống vũ khí NBC,...

## Thông tin chung
Năm 2007, Hàn Quốc triển khai thử nghiệm mẫu xe tăng chiến đấu chủ lực thế hệ mới XK-2 được phát triển trên cơ sở thiết kế của xe tăng K-1. Xe tăng do công ty Hyundai Rotem (Hàn Quốc) chế tạo có sự hỗ trợ về thiết kế và công nghệ của Mỹ. Xe tăng "Báo Đen" XK2 do Hàn Quốc sản xuất được sao chép một số công nghệ từ xe tăng Leopard 2 của Đức. Do chưa sản xuất được trang bị công nghệ cao, đại bác, đạn dược tốt nên xe này dùng các bộ phận nhập khẩu, khiến giá thành rất cao.
Xe mang tên "Báo đen" với hệ thống phòng thủ linh hoạt chống tên lửa và vũ khí chống tăng, lắp hệ thống giảm xóc thông minh, khi cơ động trên đường bộ đạt tốc độ 70 km/h. Theo các nhà phát triển XK2 của Cơ quan Phát triển Quốc phòng (ADD), nó có thể bơi qua sông ở độ sâu 4,1 m nhờ sử dụng một ống thông hơi, có khả năng bắn khi đang bơi với độ ổn định cao.
Xe tăng K-2 trang bị pháo nòng trơn 120mm L-55 (có chiều dài 6,6 mét), hệ thống nạp đạn tự động, một súng máy đồng trục 7,62mm (12000 viên đạn),một đại liên phòng không 12,7mm K6 (3200 viên đạn), kíp xe 3 người (chỉ huy, pháo thủ và lái xe), nặng 55 tấn, được lắp lớp giáp đặc biệt có khả năng chống chịu các loại vũ khí chống tăng, hệ thống phòng thủ linh hoạt chống tên lửa và máy bay. Đạn chống thiết giáp của K2 có khả năng tiêu diệt mục tiêu ở khoảng cách 3 km với độ chính xác đạt 50%, trong khi đó ở khoảng cách 2 km chỉ số này tăng lên là gần 95%, đạn dùng cho pháo chính của K2 được cho là có khả năng xuyên thủng lớp giáp trước xe tăng của Bắc Triều Tiên.
Xe tăng K-2 được lắp hệ thống điều khiển hỏa lực tiên tiến gồm một thiết bị tìm/diệt mục tiêu do liên doanh điện tử Samsung và Thales (Pháp) chế tạo và hệ thống phòng hộ chủ động BMS tiên tiến. Hệ thống phòng hộ chủ động Arena của Nga sẽ được trang bị cho một số phiên bản của xe tăng chiến đấu chủ lực K-2.
K-2 sử dụng động cơ 12-xylanh làm lạnh bằng khí 1500 mã lực. Ngoài ra, xe còn có một số ống phóng lựu đạn khói ngụy trang bên hông tháp pháo. Theo các quan chức quốc phòng Hàn Quốc, nó được dự kiến sẽ thay thế những chiếc K-1 88 và M-48 của Mỹ, và đi vào hoạt động vào năm 2011 với số lượng khoảng 680 chiếc. Kể từ năm 1995, Hàn Quốc đã bỏ ra 230 triệu USD để chế tạo loại chiến xa XK2. XK2 là chương trình quốc phòng quan trọng nhất của Hàn Quốc, loại xe này là chương trình vũ khí mới duy nhất dành cho lực lượng Bộ binh. Sau lễ giới thiệu chiếc xe tăng thế hệ mới này, tổ chức tại cơ sở của ADD tại Changwon, Gyeongsang nam-do (miền nam tỉnh Gyeongsang), Tổng thống Roh Moo-hyun đã nhấn mạnh rằng: "sự phát triển loại vũ khí hàng đầu như K2 với công nghệ trong nước đã chứng tỏ khả năng quốc phòng của Hàn Quốc đã đạt tầm cỡ thế giới". Hàn Quốc có kế hoạch đưa xe tăng vào hoạt động sau khi hoàn thành các bước chuẩn bị cho việc sản xuất hàng loạt. Nước này cũng dự kiến sẽ xuất khẩu loại xe tăng này với giá 8,5 triệu USD/1 chiếc.

## Thông số kỹ thuật
- Loại: Xe tăng chiến đấu chủ lực (MBT)
- Nước sản xuất: Hàn Quốc
- Nặng: 55 tấn
- Dài: 10,8 m
- Rộng: 3.60 m
- Cao: 2,4 m
- Tổ lái: 3 người (chỉ huy, pháo thủ và lái xe)
- Giáp: ERA, NERA
- Vũ khí:
  - Hoả lực chính: pháo nòng trơn tự động 120mm L-55 (40 viên đạn)
  - Hỏa lực phụ: một súng máy đồng trục 7,62mm (12000 viên đạn),một đại liên phòng không 12,7mm K6 (3200 viên đạn)
- Động cơ: động cơ 12-xylanh làm lạnh bằng khí 1500 mã lực
- Năng suất: 27.3 hp/tấn
- Tầm hoạt động: 450 km
- Tốc độ: 70 km/h trên đường nhựa và 50 km/h trên đường gồ ghề

## Quá trình phát triển
Thập niên 1990, Hàn Quốc có hai loại xe tăng K1 88 và K1A2 có thể được coi là đối thủ xứng tầm của các loại xe tăng Bắc Triều Tiên. Tuy nhiên, ngay từ năm 1995, Hàn Quốc đã bắt tay vào nghiên cứu chế tạo loại xe tăng mới nhằm thay thế cho K1 và K1A2. Đặc biệt, Hàn Quốc có tham vọng tự chế tạo xe tăng để hiện đại hóa quân đội và có thể xuất khẩu ra nước ngoài.
Cơ quan phát triển Quốc phòng là cơ quan được giao nhiệm vụ chế tạo một loại xe tăng chiến đấu chủ lực với những công nghệ nội địa. Sau 11 năm nghiên cứu, chế tạo thử nghiệm, dự án này đã tiêu tốn khoảng 230 triệu USD và cho ra mắt sản phẩm đầu tiên. K2 Black Panther có tỷ lệ nội địa hóa lên tới 90%. Các công ty tham gia quá trình chế tạo "Báo đen" bao gồm có Hyundai Rotem, Samsung Techwin (nay là Hanwha Techwin) và World Industries ACE Corp.
Ban đầu K2 có hai phiên bản được nghiên cứu phát triển, một phiên bản với tháp pháo có người điều khiển và phiên bản còn lại là tháp pháo không có người điều khiển. Tuy nhiên, phiên bản thứ nhất đã bị loại bỏ và quân đội Hàn Quốc chỉ chế tạo phiên bản thứ hai với tháp pháo có người điều khiển.
Thiết kế nguyên bản của K2 sẽ mang pháo nòng trơn 140 mm khi đó đang được Rheinmetall thử nghiệm. Nhưng sau đó, các nhà thiết kế đã thay đổi bằng loại pháo 120 mm L55 do loại pháo 140mm không được đưa vào sản xuất.
Năm 2003, ADD đã cho công bố những bức ảnh và thước phim đầu tiên về K2 Black Panther. Đến ngày 2 tháng 3 năm 2007, "Báo đen" chính thức được đưa vào sản xuất tại Changwon.

## Trang bị vũ khí
Hỏa lực trên xe tăng XK2 gồm một pháo nòng trơn sản xuất trong nước 120mm/55 vớí tốc độ bắn lên tới 15 phát/phút, 1 súng máy hạng nặng 12,7mm K6, một súng máy đồng trục 7,62mm. Pháo có khả năng tự động nạp đạn, do đó kíp xe chỉ cần 3 người so với kíp xe thông thường 4 người. Một trong những loại đạn đặc biệt được K2 sử dụng là KSTAM (Korean Smart Top-Attack Munition) với tầm bắn tối thiểu 2 km và tối đa lên đến 8 km. Đạn KSTAM có hệ thống dẫn đường và tránh vật cản riêng với bộ cảm ứng bức xạ, radar băng tần mm và đầu nổ EFP. Sau khi bắn ra, đạn KSTAM sẽ được ổn định với 4 cánh trên đuôi và bay thẳng đến khu vực mục tiêu đã tính toán. Khi bay gần đến mục tiêu, một chiếc dù được bung ra giúp viên đạn chuyển động chậm lại và rơi xuống. Trong quá trình đó, radar sẽ phát tín hiệu và các cảm ứng có đủ thời gian để tìm kiếm mục tiêu phía dưới. Khi xác định được mục tiêu (cố định hoặc di động), viên đạn sẽ bắt đầu nổ vào trúng "đầu" mục tiêu.

## Các thiết bị điện tử
Xe tăng XK2 được trang bị radar băng tần Mi-li-mét (mm), cùng với cảm biến gió ngược và tìm kiếm theo phạm vi bằng lade truyền thống. Hệ thống điều khiển hỏa lực (FCS) tiên tiến cho phép theo dõi và tiêu diệt máy bay bay thấp nhanh chóng và chính xác, cũng như phát hiện các đối tượng hỏa lực tấn công vào xe. XK2 được trang bị radar băng tần mm. XK2 cũng được trang bị các cảm ứng và đo khoảng cách bằng laser cho phép phát hiện và tiêu diệt các máy bay chiến đấu bay thấp. Hệ thống kính ngắm nhiệt quang FCS cho phép XK2 phát hiện mục tiêu từ khoảng cách 9,8 km. K2 còn được trang bị hệ thống định vị toàn cầu GPS và các cảm ứng môi trường bên ngoài nên tổ chiến đấu trong xe có thể nắm chắc địa hình và điều kiện môi trường ngoài xe. XK2 có cơ cấu hãm cò nội tại, kết hợp với một hệ thống ổn định pháo tiên tiến và hệ thống FCS, sẽ cải thiện đáng kể khả năng bắn trúng mục tiêu của xe khi hành tiến trên các địa hình không bằng phẳng.

## Giáp trụ và hệ thống bảo vệ
Giáp bảo vệ của XK2 được chế tạo bằng vật liệu tổng hợp và một hệ thống phòng thủ tích cực dùng các block giáp phản ứng nổ. Lớp giáp phía trước có thể chống được đạn bắn từ pháo L55. XK2 được trang bị hệ thống chống các thiết bị cảnh báo và gây nhiễu radar. Hệ thống radar băng tần mm như một hệ thống cảnh báo tên lửa đúp, máy tính có thể tự động phát hiện bất ký vật thể nào đang bay đến xe tăng, lập tức báo động cho kíp xe và phát nổ đạn tạo khói mà nó có thể che khuất hiệu quả tầm nhìn, các tín hiệu ra đa và nhiệt từ hướng các vật thể tấn công, do đó làm cho tên lửa mất mục tiêu và bắn trượt, trong khi đó kíp xe có thể lái xe đến vị trí an toàn. XK2 còn được trang bị 3 thiết bị laser phát hiện từ mọi hướng, các thiết bị cảnh báo và gây nhiễu radar, laser, hệ thống chữa cháy tự động cho phép phát hiện và tự động dập tắt mọi đám cháy trong xe và được trang bị hệ thống thông tin liên lạc hiện đại khác. Đặc biệt, phiên bản xuất khẩu của K2 Black Panther có thể được trang bị hệ thống phòng thủ chủ động ARENA của Nga nếu khách hàng có nhu cầu.

## Tính cơ động
XK2 được trang bị động cơ 1500 mã lực của hãng Doosan Infracore (tương đương động cơ MTU-890 của Đức). XK2 còn được lắp thêm một động cơ tuốc bin khí 100 mã lực (75 kW) phía bên trái xe với vai trò là động cơ phụ. Điều này giúp XK2 tiết kiệm nhiên liệu, giảm độ ồn và mức tản nhiệt. XK2 có thể chạy với vận tốc 70 km/h trên đường bằng và 50 km/h trên địa hình xấu. Xe có thể gia tốc từ 0 đến 32 km/h trong vòng 7 giây, có khả năng vượt chướng ngại vật cao 1,3m và leo dốc cao 60 độ. Nhờ vậy, các nhà thiết kế có thể lắp đặt thêm một động cơ tuốc bin khí 100 mã lực (75 kW) phía bên trái xe với vai trò là động cơ phụ. Điều này giúp K2 tiết kiệm nhiên liệu, giảm độ ồn và mức tản nhiệt. Cơ cấu treo đặc biệt của XK2, được gọi là "Cơ cấu treo tay trong" (ISU), cho phép xe tăng thực hiện 3 tư thế khác nhau ngồi, đứng, quỳ và bắn góc tà âm (chéo xuống). Xe tăng XK2 có thể vượt qua sông sâu tới 4.1m nhờ một ống thông hơi đặc biệt.